# Maurkice Pouncey
Pour les articles homonymes, voir Pouncey.
(en) Statistiques sur pro-football-reference
LaShawn Maurkice Pouncey, né le 24 juillet 1989 à Ardmore dans l'état de l'Oklahoma, est un ancien joueur américain de football américain. De 2010 à 2020, ce centre a joué pour les Steelers de Pittsburgh dans la National Football League (NFL).

## Biographie

### Carrière universitaire
Étudiant à l'université de Floride, il a joué de 2007 à 2010 avec l'équipe des Gators. Après avoir joué sa première saison comme guard droit, il devient le centre titulaire à partir de 2008. Durant cette saison, il aide les Gators à remporter le championnat national face aux Sooners de l'Oklahoma. Il remporte à la fin de la saison 2009 le Dave Rimington Trophy remis au meilleur centre universitaire et est sélectionné dans l'équipe-type All-America. 

### Carrière professionnelle
Il est sélectionné en 18e position lors de la draft 2010 de la NFL par les Steelers de Pittsburgh. Il s'agit de la plus haute sélection pour un centre depuis Damien Woody en 2001.
Il est nommé centre titulaire pour le début de saison 2010. Sa première saison professionnelle est couronnée par une sélection au Pro Bowl et une présence dans l'équipe-type des débutants de la NFL.
Il prolonge en 2014 son contrat avec les Steelers pour 5 ans et 44 millions de dollars, et devient le centre le mieux payé de la ligue. 

## Vie personnelle
Son frère jumeau, Mike Pouncey, est également centre dans la NFL et joue actuellement avec les Chargers de Los Angeles.